# Landfall

Furacão Maria perdendo sua estrutura característica após fazer landfall em Porto Rico

Landfall é como se chama o evento de uma tempestade movendo-se sobre a terra depois de passar sobre a água.

## Ciclone tropical

O tufão Hagibis fazendo seus dois landfalls no Japão

Um ciclone tropical "faz landfall" quando o centro da tempestade atravessa a costa; em um ciclone tropical relativamente forte, é quando o olho se move sobre a terra. É aqui que a maioria dos danos ocorre dentro de um ciclone tropical maduro, como um tufão ou furacão, já que a maioria dos aspectos prejudiciais desses sistemas está concentrada perto da parede do olho. Esses efeitos incluem o pico da onda de tempestade, o núcleo de ventos fortes vindo da costa e chuvas intensas . Isso, juntamente com ondas altas, pode causar grande erosão na praia . Quando um ciclone tropical atinge a terra, o olho geralmente se fecha devido a fatores ambientais negativos sobre a terra, como o atrito com o terreno, que faz com que as ondas diminuam, e o ar continental mais seco.Os ventos máximos sustentados diminuirão naturalmente à medida que o ciclone se mover para o interior devido às diferenças de atrito entre a água e a terra com a atmosfera livre.
Landfall é diferente de um impacto direto. Um impacto direto é onde o núcleo dos ventos fortes (ou parede do olho) chega em terra, mas o centro da tempestade pode ficar no mar. Os efeitos disso podem ser bastante semelhantes aos do landfall, já que este termo é usado quando o raio máximo do vento dentro de um ciclone tropical se move para a costa. Esses efeitos são ondas altas, chuvas fortes que podem causar inundações, pequenas tempestades, erosão costeira, ventos fortes e, possivelmente, tempestades severas com tornados ao redor da periferia.

Furacão Isaias fazendo landfall na Carolina do Norte

Tempestades, por exemplo, ciclones tropicais, podem ser bastante grandes. Potencialmente, ventos perigosos, chuva e inundações podem impactar uma área próxima ao centro da tempestade, embora tecnicamente o landfall não tenha ocorrido. Consequentemente, pode ser útil avaliar o impacto previsto de tais tempestades, estar ciente de sua localização geral e massas de terra adjacentes ao impulso principal da tempestade.

## Tornado ou tromba d'água
Quando uma tromba d'água atinge a terra, ela é reclassificada como um tornado, que pode subsequentemente causar danos a áreas no interior. Quando uma tromba d'água atinge a terra, geralmente se dissipa rapidamente devido ao atrito e à redução na quantidade de ar quente fornecido ao funil .